# 杨霁园墓
杨霁园墓位于中国浙江省宁波市鄞州区瞻岐镇岐西村秤柱山之东麓，民国墓葬，墓坐西朝东，墓碑由郑孝胥手书，墓碑两侧竖有石质对联一副，2010年9月公布为鄞州区文物保护单位。